# Alex Atkins
Alex Atkins (Chicago, ...) è un ex giocatore di football americano e allenatore di football americano statunitense, che ha giocato come guardia.
Dopo aver giocato per la squadra universitaria statunitense degli UT Martin Skyhawks non ha proseguito la carriera nel football giocato, ad eccezione della partecipazione al mondiale 2007 con la nazionale che ha vinto il titolo. Ha invece avviato una carriera da allenatore di squadre universitarie.

## Palmarès
- 1 Mondiale (2007)